# 高雄市立左営高級中学

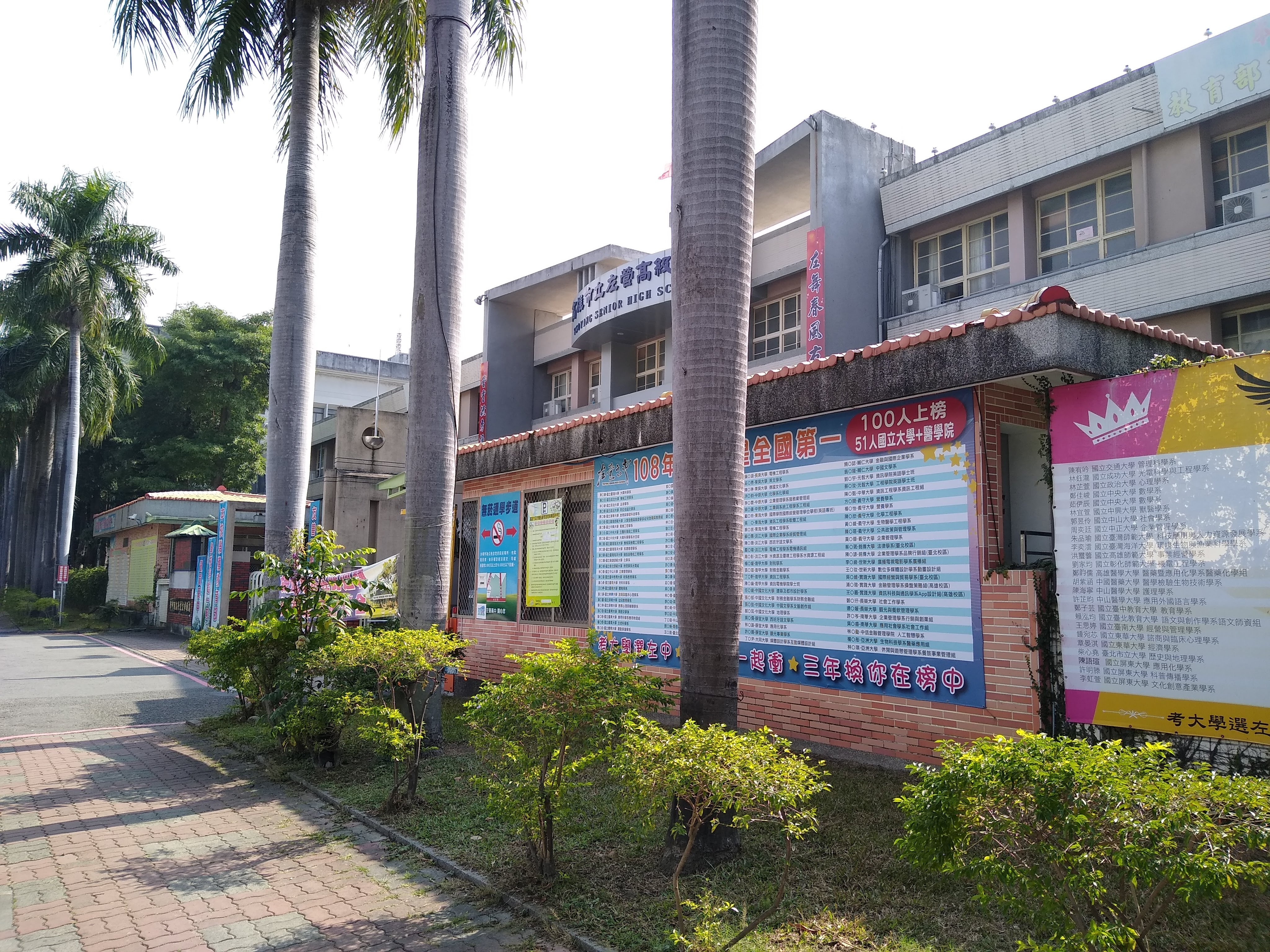
高雄市立左営高校

高雄市立左営高級中学（英語: National Tainan Chia-Chi Senior High School、略称：TYHS）は、高雄市左営区に位置する高級中学である、海公路に面し、左営大路近くにある。 現在は男女共学で、普通クラス、ダンスクラス、体育クラスがある。

## 姉妹校
- 専修大学熊本玉名高等学校[1]